# Kawai (Nara)
Kawai (河合町 Kawai-chō?) es un pueblo localizado en la prefectura de Nara, Japón. En julio de 2019 tenía una población estimada de 17.252 habitantes y una densidad de población de 2.096 personas por km². Su área total es de 8,23 km².

## Geografía

### Localidades circundantes
- Prefectura de Nara
  - Ōji
  - Kanmaki
  - Kōryō
  - Ikaruga
  - Ando
  - Kawanishi
  - Miyake

## Demografía
Según datos del censo japonés, la población de Kawai ha disminuido en los últimos años.
| Año del censo | Población |
| ------------- | --------- |
| 1995          | 19.903    |
| 2000          | 20.126    |
| 2005          | 19.446    |
| 2010          | 18.531    |
| 2015          | 17.941    |

## Educación
Escuelas públicas:
- Kawaidaiichi (Kawai Núm. 1) Escuela Elemental Archivado el 19 de agosto de 2003 en Wayback Machine.
- Kawaidaini (Kawai Núm. 2) Escuela Elemental Archivado el 28 de diciembre de 2009 en Wayback Machine.
- Kawaidaisan (Kawai Núm. 3) Escuela Elemental Archivado el 3 de enero de 2006 en Wayback Machine.
- Kawaidaiichi Instituto Archivado el 26 de abril de 2009 en Wayback Machine.
- Kawaidaini Instituto Archivado el 3 de enero de 2006 en Wayback Machine.

Colegios privados:
- Nishiyamato Gakuen Junior and Senior High School[4]

## Transporte

### Tren
- Kintetsu
  - Línea Tawaramoto: Estación Ōwada  -Estación Samitagawa- Estación Ikebe

### Carretera
- Expressways
  - Nishi-Meihan Expressway: Hōryūji Interchange

## Ciudades hermanadas
- Majuro, Islas Marshall